# Campylomyza bicolor
Campylomyza bicolor är en tvåvingeart som beskrevs av Johann Wilhelm Meigen 1818. Campylomyza bicolor ingår i släktet Campylomyza och familjen gallmyggor. Arten är reproducerande i Sverige. Inga underarter finns listade i Catalogue of Life.